# 横河玉皇庙
横河玉皇庙，位于山西省长治市上党区荫城镇横河村。
2021年8月4日，横河玉皇庙公布为第六批山西省文物保护单位，编号6-151，古建筑类，年代为清。